# Rivoira
Rivoira is een frazione, een deel van de  gemeente Boves in Italië. Het ligt op de rand van de Alpen en de Povlakte 20 km van de grens met Frankrijk en 60 km van de Middellandse Zee.